# Vedrijan
Vedrijan (in italiano in passato Vedrignano o Vidrignano, in friulano Vidrignan) è un paese frazione del comune di Còllio, al centro del Còllio sloveno.
La località è situata nella parte centro-settentrionale del Collio sloveno a 3,1 chilometri dal capoluogo comunale e a 6,7 chilometri dal confine italiano. È sede di una delle 15 comunità locali (krajevna skupnost) in cui è suddiviso il comune di Collio, ed esprime 7 consiglieri all'assemblea comunale delle comunità locali.

L'insediamento (naselje) è costituito anche dall'agglomerato di Grapa.

## Storia
Dopo la caduta dell'Impero romano, e la parentesi del Regno ostrogoto, i Longobardi si insediarono nel suo territorio, seguiti poi attorno al VI secolo da popolazioni slave. Fu così che tutto il Collio entrò a far parte del Ducato del Friuli. Alla caduta del Regno longobardo subentrarono quindi i Franchi; nell'887 Arnolfo, Re dei Franchi orientali, istituì la marca di Carniola; tra il 952 e il 957 il Patriarcato di Aquileia (assieme a Istria, Carinzia e Carniola) passò sotto l'autorità del Duca di Baviera e poi nel 976 nel Ducato di Carinzia appena costituito dall'imperatore Ottone II.
Tutto il Collio restò in mani patriarcali fino al 1300 quando la sua parte orientale venne annessa dalla Contea di Gorizia, mentre la sua parte occidentale (comprendente anche San Lorenzo di Brizza, San Lorenzo di Nèbola (Šlovrenc) e la maggior parte di Nèbola) rimase ai Patriarchi e passando a sua volta, dopo il 1420, sotto l'autorità della Repubblica di Venezia.
Nel 1500 gli Asburgo s'impossessano della Contea di Gorizia, di cui Vedrignano faceva parte, e quindi di territori fortemente ambiti dalla Serenissima la quale mirava ad espandersi ad est dell'Isonzo; l'assetto territoriale tra le due potenze, stabilito dal Trattato di Noyon (1516) e sancito da quello di Worms (1521), diede luogo a una linea di confine tortuosa ed incerta, con enclavi arciducali in territorio veneziano e viceversa; anche la pace firmata a Madrid dopo la sanguinosa Guerra di Gradisca ristabilì con meticolosa precisione il confine preesistente.
Con la Convenzione di Fontainebleau del 1807, passò, per un breve periodo fino al 1814, assieme a tutti i territori sulla sponda destra del fiume Isonzo, nel Regno d’Italia napoleonico come frazione del comune di Visnovico (Višnjevik) sotto il Dipartimento di Passariano.
Col Congresso di Vienna nel 1815 rientrò in mano austriaca nel Regno d'Illiria; passò in seguito sotto il profilo amministrativo al Litorale austriaco nel 1849 in un primo momento come frazione del comune catastale di Visgnovico (Višnjevik) e poi come frazione di San Martino-Quisca.
Dopo la prima guerra mondiale fu frazione del comune di San Martino-Quisca della Provincia del Friuli per poi passare, nel 1927, alla ricostituita Provincia di Gorizia restando nel medesimo comune.
Fu soggetto alla Zona d'operazioni del Litorale adriatico (OZAK) tra il Settembre 1943 e il 1945 e tra il 1945 e il 1947, trovandosi a ovest della Linea Morgan, fece parte della Zona A della Venezia Giulia sotto il controllo Britannico-Americano del Governo Militare Alleato (AMG); passò poi alla Jugoslavia e quindi alla Slovenia.

## Corsi d'acqua
Torrente Vedrijanšček.